# Profilowanie (inżynieria oprogramowania)
Profilowanie – forma dynamicznej analizy programu (w przeciwieństwie do statycznej analizy kodu). Polega na badaniu zachowania programu, przy użyciu informacji zdobytych podczas jego wykonywania.
Profilować można na przykład wykorzystanie pamięci programu lub częstotliwość wywoływania i czas wykonywania poszczególnych funkcji.
Zwykle przeprowadza się je, aby dowiedzieć się, które części programu zoptymalizować, by zwiększyć jego ogólną prędkość lub zmniejszyć wymagania pamięci.